# 相馬英二
相馬 英二（そうま えいじ、1892年（明治25年）2月 - 没年不明）は、日本の実業家。弁天倉庫監査役。相馬合名出資社員。旧姓・小栗。

## 人物
愛知県・小栗次郎の二男。小栗卓衛の弟。相馬市作の養子となる。横浜市立商業学校卒業。
宗教は曹洞宗。趣味は読書、旅行、囲碁。北海道在籍で、住所は函館市富岡町、東京市淀橋区百人町。

## 家族・親族
相馬家
- 養父・市作（1860年 - ?、百十三銀行、相馬商店取締役）[4]
- 妻・トモ（1895年 - ?、養父市作の四女）[2][4]
- 長男・駿一[1]（1916年 - ?、住友化学工業勤務）[3]
- 二男、三男、四男、五男、六男[1]
- 長女（群馬、星野恵助の長男健吉の妻）[3]
- 三女[1]

親戚
- 2代相馬哲平（北海道多額納税者、函館貯蓄銀行頭取、相馬商店社長）